# Catherine E. Lussier
Catherine E. Lussier (1974) è un'ex sciatrice alpina canadese.

## Biografia
La Lussier, specialista delle prove veloci, debuttò in campo internazionale in occasione dei Mondiali juniores di Montecampione/Colere 1993 ed esordì in Coppa del Mondo il 17 gennaio 1995 a Innerkrems in discesa libera (38ª); in Nor-Am Cup conquistò l'ultima vittoria, nonché ultimo podio, il 2 gennaio 1996 a Sugarloaf in supergigante, mentre in Coppa del Mondo ottenne il miglior piazzamento il 6 marzo dello stesso anno a Kvitfjell/Hafjell in discesa libera (22ª) e prese per l'ultima volta il via il giorno successivo nella medesima località in supergigante (23ª). Si ritirò durante la stagione 1999-2000 e la sua ultima gara fu uno slalom speciale FIS disputato il 5 febbraio a Eldora; non prese parte a rassegne olimpiche o iridate.

## Palmarès

### Nor-Am Cup
- Vincitrice della classifica di discesa libera nel 1996[senza fonte]
- Vincitrice della classifica di supergigante nel 1996[senza fonte]
- 8 podi (dati dalla stagione 1994-1995):
  - 3 vittorie
  - 2 secondi posti
  - 3 terzi posti

#### Nor-Am Cup - vittorie
| Data             | Località     | Paese       | Specialità |
| ---------------- | ------------ | ----------- | ---------- |
| 7 dicembre 1995  | Lake Louise  | Canada      | DH         |
| 16 dicembre 1995 | Big Mountain | Stati Uniti | DH         |
| 2 gennaio 1996   | Sugarloaf    | Stati Uniti | SG         |

Legenda:

DH = discesa libera

SG = supergigante

### Campionati canadesi
- 1 medaglia (dati dalla stagione 1994-1995)
  - 1 argenti (slalom gigante nel 1996)